# Karl Michael Oertel

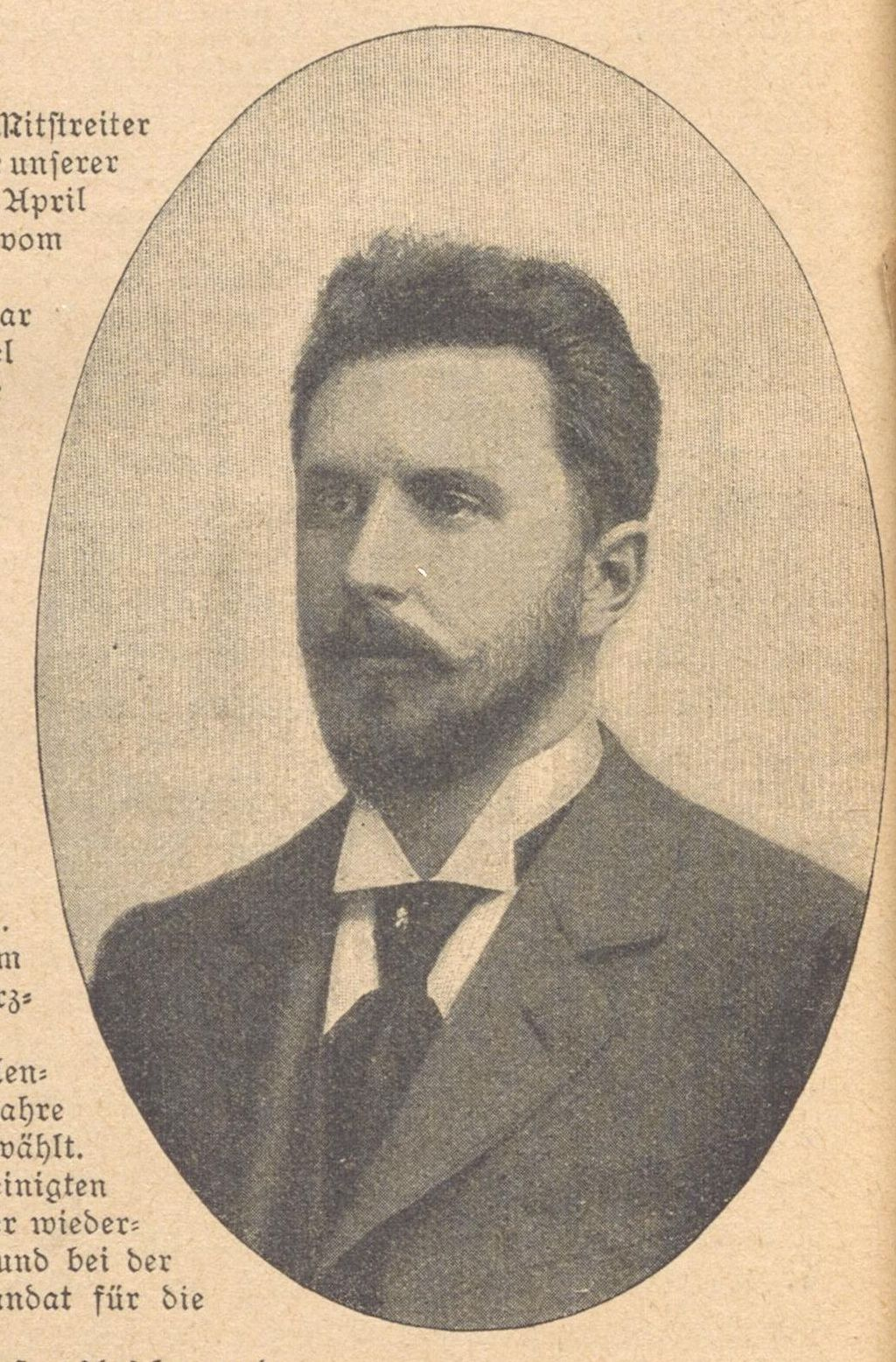
Karl Michael Oertel

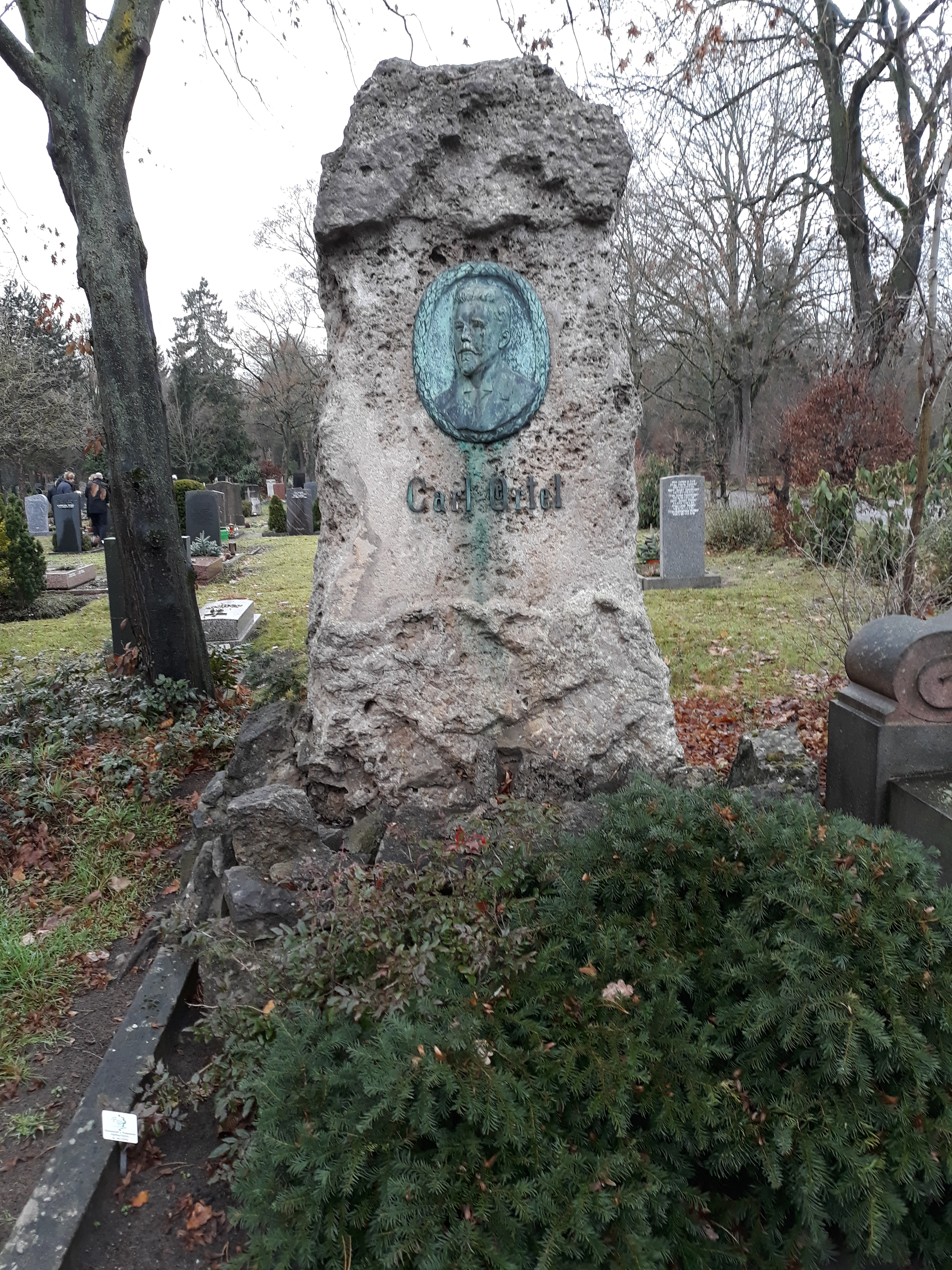
Das Grab von Karl Michael Oertel auf dem Westfriedhof (Nürnberg).

Karl Michael Oertel (* 29. Januar 1866 in Forchheim; † 4. April 1900 in der Heilanstalt Herzoghöhe bei Bayreuth) war Buchdruckereibesitzer und Mitglied des Deutschen Reichstags.

## Leben
Oertels Vater war Kaufmann. Er selbst besuchte die Volksschule, die Lateinschule und das Handels-Lehrinstitut Gombrich zu Nürnberg. Er erlernte den Kaufmannsberuf und war dann als Kommis und Buchhalter im Geschäft seines Vaters tätig. Im Jahr 1883 wechselte er zur Firma Wörlein und Comp. in Nürnberg. 1884 wurde er SPD-Mitglied. Seit 1895 war er Besitzer des Verlags und der Druckerei der Fränkischen Tagespost. Am 2. Dezember 1897 wurde er in der Nachwahl an Stelle des verstorbenen Karl Grillenberger für den Wahlkreis Mittelfranken 1 (Nürnberg) in den Reichstag gewählt, dem er bis zu seinem Tode angehörte. Daselbst war er Mitglied der Militär-Strafgerichtsordnungs-Kommission. Ab 1899 war er auch Mitglied der Bayerischen Kammer der Abgeordneten. Mitglied der sozialdemokratischen Parteileitung war er seit 1893.
Im Jahr 1898 erkrankte er an einem Nervenleiden, das bereits im April 1900 zu seinem Tode führte. Er wurde auf dem Nürnberger Westfriedhof neben den Ehrenmal für Karl Grillenberger beigesetzt. Er hinterließ Ehefrau und vier Kinder.